# Krzyżanówek
Krzyżanówek – wieś w Polsce położona w województwie łódzkim, w powiecie kutnowskim, w gminie Krzyżanów.
Do 1954 roku istniała gmina Krzyżanówek. W latach 1975–1998 miejscowość administracyjnie należała do województwa płockiego.
Wieś jest położona 9 km na południowy wschód od Kutna i 45 kilometrów na północ od Łodzi, przebiega przez nią autostrada A1.
Z Krzyżanówka pochodził m.in. Walenty Krosnowski – powstaniec listopadowy, belwederczyk.
W Krzyżanówku znajduje się wysypisko śmieci obsługujące pobliskie Kutno.

## Historia
W II poł. XVIII w. Krzyżanówek miał dwóch właścicieli – połowa należała do rodziny Krosnowskich, a druga połowa do rodziny Suchorskich. Obie części zakupił Ignacy Krosnowski – jedną w 1784 r. od matki, a drugą w 1796 r. od Franciszki z Tarnowskich Suchorskiej. Ignacy zmarł w 1836 r. i zostawił po sobie czworo dzieci: Antoniego, Pelagię, Klotyldę i Eustachego. Majątek w Krzyżanówku odziedziczył Antoni, który musiał w zamian za to spłacić rodzeństwo. W 1856 r. Krzyżanówek nabył Edward Hagenmeister. Po jego śmierci w 1862 r. wdowa po nim, Józefa z Filipeckich wraz z siedmiorgiem dzieci uzyskała zgodę rady familijnej na sprzedaż majątku. W 1864 r. kupił go Adolf Zaleski, obrońca sądowy. W 1883 r. wdowa po Adolfie, Aleksandra z Łabęckich wystawiła Krzyżanówek na licytację, na której zakupiła go jej córka Maria z Zaleskich Suchorzewska. Kolejną właścicielką Krzyżanówka była Agnieszka Trzebuchowska, a od 1888 r. Piotr Samborski, który w 1899 r. wystawił majątek na licytacji. Zakupił go Mieczysław Różycki. Ożenił się on z Jadwigą z Plichtów, która urodziła mu pięcioro dzieci: Gustawa, Tadeusza Antoniego, Jadwigę Helenę i dwoje, które zmarło w młodym wieku. Gustaw Różycki zmarł w 1925 r. Tadeusz Antoni skończył gimnazjum o profilu rolniczym, ożenił się z Józefą z Głowackich i wraz z rodzeństwem prowadził gospodarstwo w Krzyżanówku. Z Józefą miał dwie córki. Zmarł w 1938 r. Po wybuchu wojny w 1939 r. Józefa Różycka wraz z córkami została wysiedlona z Krzyżanówka. Zamieszkała w  Kutnie, a pozostali członkowie rodziny w  Generalnej Guberni. W 1946 r. majątek został rozparcelowany.
Dwór w Krzyżanówku był typowym dworem ziemiańskim – parterowy, z mieszkalnym poddaszem, facjatą oraz gankiem, pięcioosiowy z ryzalitem w części frontowej, zwieńczonym szczytem. Postawiono go na wysokich fundamentach, stąd do sieni wchodziło się po kilku stopniach. Po wojnie został zdewastowany i rozebrany, tak samo jak pozostałe zabudowania. Drzewa w parku dworskim i prowadzącą do niego aleję grabową wycięto.